# Roberto Tobar
Roberto Andrés Tobar Vargas (Santiago de Chile, 13 de abril de 1978) es un exárbitro chileno de fútbol. Participó como árbitro internacional FIFA desde 2011.

## Trayectoria
Dirigió 4 partidos en el Sudamericano Sub-17 de 2015. Ese mismo año se desempeñó como árbitro principal en 4 encuentros del Mundial Sub-17 realizado en su país. En 2016 dirigió el partido entre Ecuador y Venezuela, y en 2017 el partido entre Argentina y Venezuela, ambos correspondientes a las Clasificatorias para Rusia 2018.
A nivel internacional de partidos de clubes dirigió varios encuentros de Copa Libertadores y Copa Sudamericana.
El 10 de mayo de 2017 tuvo su primera experiencia en una final internacional, dirigió la vuelta de la final de la Recopa Sudamericana entre Atlético Nacional y Chapecoense, partido esperado por la llegada del equipo Chapecoence a Medellín después de la trágica final de la Copa Sudamericana del año anterior, en este encuentro Tobar tuvo un buen desempeño y finalizó 4-1 en favor de Atlético Nacional.
El 11 de noviembre de 2018 dirigió uno de los partidos más importante de su carrera arbitral, cuando en La Bombonera se enfrentó Boca Juniors y River Plate por la primera final de la Copa Libertadores (2–2). Luego de aquel encuentro, Tobar se llenó de elogios por lo bien que manejó el encuentro, donde casi no tuvo fallos en las decisiones que tomó.
El 12 de diciembre de 2018 un mes después de dirigir una de las finales de la Copa Libertadores, fue designado para dirigir la vuelta de la final de la Copa Sudamericana entre Atlético Paranaense y Junior, el partido finalizó empate 1 - 1 y se determinó por penaltis 4 - 3 en favor de Atlético Paranaense.
El 30 de mayo de 2019, dirigió la vuelta de la final de la Recopa Sudamericana entre River Plate y Atlético Paranaense, partido que finalizó 3-0 en favor de River. En aquel encuentro, Tobar se apoyó en el VAR para sancionar un penal a favor de River.
En julio de 2019, tras dirigir los encuentros de Argentina-Colombia en fase de grupos, y Brasil-Paraguay en cuartos de final, Tobar fue designado para dirigir la final de la Copa América 2019 entre el local, Brasil, y Perú (3-1).
El 14 de noviembre de 2019 Tobar fue designado para representar al arbitraje sudamericano en el Mundial de Clubes 2019.
El 23 de noviembre de 2019, fue elegido para dirigir la primera final en cancha neutral de la Copa Libertadores, el encuentro se llevó a cabo en el Estadio Monumental de Lima en Perú, entre Flamengo y River Plate, el partido finalizó 2 - 1 en favor de Flamengo.
En noviembre de 2021 la Confederación Sudamericana de Fútbol (Conmebol) decidió suspender por tiempo indeterminado a Tobar en competiciones organizadas por la institución, tras su desempeño dirigiendo un partido entre las selecciones de Brasil y Colombia válido por las clasificatorias del Mundial de Catar. Según la resolución, el árbitro incurrió en "errores graves y manifiestos en la conducción disciplinaria del partido, no tomando las decisiones correspondientes conforme a las normativas vigentes, poniendo en riesgo el control del partido".

## Torneos

### Torneos FIFA
- Copa Mundial de Clubes de la FIFA 2019
- Copa Mundial de Fútbol Sub-17 de 2015

### Torneos Conmebol
- Copa América 2019
- Copa América 2021
- Copa Libertadores 2014
- Copa Libertadores 2016
- Copa Libertadores 2017
- Copa Libertadores 2018
- Copa Libertadores 2019
- Copa Libertadores 2020
- Copa Libertadores 2021
- Copa Libertadores 2022
- Copa Sudamericana 2014
- Copa Sudamericana 2015
- Copa Sudamericana 2016
- Copa Sudamericana 2017
- Copa Sudamericana 2018
- Copa Sudamericana 2019
- Copa Sudamericana 2020
- Copa Sudamericana 2021
- Recopa Sudamericana 2017
- Recopa Sudamericana 2019
- Campeonato Sudamericano de Fútbol Sub-17 de 2015
- Campeonato Sudamericano de Fútbol Sub-20 de 2017
- Clasificación de Conmebol para la Copa Mundial de Fútbol de 2018
- Clasificación de Conmebol para la Copa Mundial de Fútbol de 2022

## Detalles

### Copa Mundial de Clubes de la FIFA
| Edición | Fecha                   | Partido                                   | Estadio               | Sede | Fase          | Amonestado | Otorgado · Otorgado otra vez · Expulsado | Expulsado | Anotado · Penal |
| ------- | ----------------------- | ----------------------------------------- | --------------------- | ---- | ------------- | ---------- | ---------------------------------------- | --------- | --------------- |
| 2019    | 14 de diciembre de 2019 | Al-Hilal Saudí (1 - 0) Espérance de Tunis | Jassim bin Hamad      | Doha | Segunda ronda | 2          | 1                                        | 0         | 0               |
| 2019    | 18 de diciembre de 2019 | Monterrey (1 - 2) Liverpool               | Internacional Khalifa | Doha | Semifinal     | 3          | 0                                        | 0         | 0               |

### Copa Mundial de la FIFA Sub-17
| Edición | Fecha                  | Partido                   | Estadio                    | Sede         | Fase             | Amonestado | Otorgado · Otorgado otra vez · Expulsado | Expulsado | Anotado · Penal |
| ------- | ---------------------- | ------------------------- | -------------------------- | ------------ | ---------------- | ---------- | ---------------------------------------- | --------- | --------------- |
| 2015    | 17 de octubre de 2015  | Inglaterra (1 - 1) Guinea | Francisco Sánchez Rumoroso | Coquimbo     | Fase de grupos   | 4          | 0                                        | 0         | 0               |
| 2015    | 22 de octubre de 2015  | Rusia (1 - 1) Costa Rica  | Ester Roa Rebolledo        | Concepción   | Fase de grupos   | 5          | 0                                        | 0         | 1               |
| 2015    | 28 de octubre de 2015  | Nigeria (6 - 0) Australia | Sausalito                  | Viña del Mar | Octavos de final | 4          | 0                                        | 0         | 1               |
| 2015    | 5 de noviembre de 2015 | Malí (3 - 1) Bélgica      | La Portada                 | La Serena    | Semifinal        | 4          | 0                                        | 0         | 0               |

### Copa América
| Edición | Fecha               | Partido                       | Estadio                          | Sede           | Fase             | Amonestado | Otorgado · Otorgado otra vez · Expulsado | Expulsado | Anotado · Penal |
| ------- | ------------------- | ----------------------------- | -------------------------------- | -------------- | ---------------- | ---------- | ---------------------------------------- | --------- | --------------- |
| 2019    | 15 de junio de 2019 | Argentina (0 - 2) Colombia    | Arena Fonte Nova                 | Salvador       | Fase de grupos   | 7          | 0                                        | 0         | 0               |
| 2019    | 27 de junio de 2019 | Brasil (4)(0 - 0)(3) Paraguay | Arena do Grêmio                  | Porto Alegre   | Cuartos de final | 6          | 0                                        | 1         | 0               |
| 2019    | 7 de julio de 2019  | Brasil (3 - 1) Perú           | Maracaná                         | Río de Janeiro | Final            | 6          | 1                                        | 0         | 2               |
| 2021    | 20 de junio de 2021 | Venezuela (2 - 2) Ecuador     | Olímpico Nilton Santos           | Río de Janeiro | Fase de grupos   | 3          | 0                                        | 0         | 0               |
| 2021    | 27 de junio de 2021 | Brasil (1 - 1) Ecuador        | Olímpico Pedro Ludovico Teixeira | Goiânia        | Fase de grupos   | 1          | 0                                        | 0         | 0               |
| 2021    | 5 de julio de 2021  | Brasil (1 - 0) Perú           | Olímpico Nilton Santos           | Río de Janeiro | Semifinal        | 3          | 0                                        | 0         | 0               |

### Copa Libertadores
| Edición | Fecha                    | Partido                                    | Estadio                    | Sede           | Fase             | Amonestado | Otorgado · Otorgado otra vez · Expulsado | Expulsado | Anotado · Penal |
| ------- | ------------------------ | ------------------------------------------ | -------------------------- | -------------- | ---------------- | ---------- | ---------------------------------------- | --------- | --------------- |
| 2014    | 10 de abril de 2014      | Atlético Mineiro (1 - 0) Zamora            | Raimundo Sampaio           | Belo Horizonte | Fase de grupos   | 2          | 0                                        | 1         | 0               |
| 2016    | 23 de febrero de 2016    | Huracán (0 - 2) Atlético Nacional          | Tomás Adolfo Ducó          | Buenos Aires   | Fase de grupos   | 5          | 0                                        | 1         | 0               |
| 2016    | 13 de abril de 2016      | Liga de Quito (2 - 3) Grêmio               | Rodrigo Paz Delgado        | Quito          | Fase de grupos   | 5          | 0                                        | 0         | 0               |
| 2016    | 21 de abril de 2016      | The Strongest (2 - 1) São Paulo            | Hernando Siles             | La Paz         | Fase de grupos   | 4          | 1                                        | 1         | 0               |
| 2017    | 11 de abril de 2017      | Jorge Wilstermann (2 - 1) Atlético Tucumán | Félix Capriles             | Cochabamba     | Fase de grupos   | 2          | 0                                        | 0         | 0               |
| 2017    | 27 de abril de 2017      | Emelec (1 - 2) River Plate                 | George Capwell             | Guayaquil      | Fase de grupos   | 6          | 0                                        | 0         | 0               |
| 2017    | 9 de marzo de 2017       | Lanús (0 - 1) Nacional                     | Ciudad de Lanús            | Lanús          | Fase de grupos   | 5          | 0                                        | 0         | 0               |
| 2017    | 4 de mayo de 2017        | Godoy Cruz (1 - 1) Libertad                | Malvinas Argentinas        | Mendoza        | Fase de grupos   | 4          | 0                                        | 1         | 0               |
| 2017    | 5 de julio de 2017       | Atlético Paranaense (2 - 3) Santos         | Durival de Britto e Silva  | Curitiba       | Octavos de final | 2          | 0                                        | 0         | 0               |
| 2017    | 1 de noviembre de 2017   | Grêmio (0 - 1) Barcelona                   | Arena do Grêmio            | Porto Alegre   | Semifinal        | 6          | 0                                        | 1         | 0               |
| 2018    | 25 de abril de 2018      | Boca Juniors (0 - 2) Palmeiras             | La Bombonera               | Buenos Aires   | Fase de grupos   | 7          | 0                                        | 0         | 0               |
| 2018    | 3 de mayo de 2018        | Santa Fe (0 - 1) River Plate               | Nemesio Camacho            | Bogotá         | Fase de grupos   | 2          | 0                                        | 0         | 0               |
| 2018    | 17 de mayo de 2018       | Millonarios (1 - 1) Independiente          | Nemesio Camacho            | Bogotá         | Fase de grupos   | 7          | 0                                        | 0         | 1               |
| 2018    | 28 de agosto de 2018     | Atlético Nacional (1 - 0) Atlético Tucumán | Atanasio Girardot          | Medellín       | Octavos de final | 5          | 0                                        | 0         | 0               |
| 2018    | 2 de octubre de 2018     | Grêmio (4 - 0) Atlético Tucumán            | Arena do Grêmio            | Porto Alegre   | Cuartos de final | 0          | 0                                        | 1         | 2               |
| 2018    | 24 de octubre de 2018    | Boca Juniors (2 - 0) Palmeiras             | La Bombonera               | Buenos Aires   | Semifinal        | 5          | 0                                        | 0         | 0               |
| 2018    | 11 de noviembre de 2018  | Boca Juniors (2 - 2) River Plate           | La Bombonera               | Buenos Aires   | Final            | 6          | 0                                        | 0         | 0               |
| 2019    | 12 de marzo de 2019      | Nacional (1 - 0) Atlético Mineiro          | Gran Parque Central        | Montevideo     | Fase de grupos   | 5          | 0                                        | 0         | 0               |
| 2019    | 2 de abril de 2019       | Atlético Paranaense (3 - 0) Boca Juniors   | Arena da Baixada           | Curitiba       | Fase de grupos   | 4          | 0                                        | 0         | 0               |
| 2019    | 10 de abril de 2019      | Palmeiras (3 - 0) Junior                   | Allianz Parque             | São Paulo      | Fase de grupos   | 4          | 0                                        | 0         | 0               |
| 2019    | 8 de mayo de 2019        | Peñarol (0 - 0) Flamengo                   | Campeón del Siglo          | Montevideo     | Fase de grupos   | 2          | 2                                        | 0         | 0               |
| 2019    | 24 de julio de 2019      | San Lorenzo (0 - 0) Cerro Porteño          | Nuevo Gasómetro            | Buenos Aires   | Octavos de final | 8          | 0                                        | 1         | 0               |
| 2019    | 30 de julio de 2019      | Cruzeiro (2)(0 - 0)(4) River Plate         | Mineirão                   | Belo Horizonte | Octavos de final | 3          | 0                                        | 0         | 0               |
| 2019    | 21 de agosto de 2019     | Flamengo (2 - 0) Internacional             | Maracaná                   | Río de Janeiro | Cuartos de final | 4          | 0                                        | 0         | 0               |
| 2019    | 23 de noviembre de 2019  | Flamengo (2 - 1) River Plate               | Monumental                 | Lima           | Final            | 6          | 0                                        | 2         | 0               |
| 2020    | 19 de febrero de 2020    | Deportes Tolima (0 - 0) Internacional      | Manuel Murillo             | Ibagué         | Tercera fase     | 3          | 0                                        | 0         | 0               |
| 2020    | 4 de marzo de 2020       | Barcelona (0 - 3) Independiente del Valle  | Monumental Banco Pichincha | Guayaquil      | Fase de grupos   | 6          | 0                                        | 1         | 1               |
| 2020    | 10 de marzo de 2020      | Palmeiras (3 - 1) Guaraní                  | Allianz Parque             | São Paulo      | Fase de grupos   | 7          | 0                                        | 0         | 0               |
| 2020    | 17 de septiembre de 2020 | Defensa y Justicia (3 - 0) Delfín          | Norberto Tomaghello        | Buenos Aires   | Fase de grupos   | 4          | 0                                        | 0         | 0               |
| 2020    | 22 de septiembre de 2020 | Tigre (1 - 1) Bolívar                      | José Dellagiovanna         | Buenos Aires   | Fase de grupos   | 4          | 0                                        | 0         | 0               |
| 2020    | 29 de septiembre de 2020 | Boca Juniors (0 - 0) Libertad              | La Bombonera               | Buenos Aires   | Fase de grupos   | 3          | 0                                        | 0         | 0               |
| 2020    | 1 de octubre de 2020     | Tigre (1 - 3) Guaraní                      | José Dellagiovanna         | Buenos Aires   | Fase de grupos   | 1          | 0                                        | 0         | 0               |
| 2020    | 20 de octubre de 2020    | River Plate (3 - 0) Liga de Quito          | Libertadores de América    | Buenos Aires   | Fase de grupos   | 5          | 0                                        | 0         | 0               |
| 2020    | 1 de diciembre de 2020   | Flamengo (3)(1 - 1)(5) Racing Club         | Maracaná                   | Río de Janeiro | Octavos de final | 5          | 1                                        | 0         | 0               |
| 2020    | 9 de diciembre de 2020   | Boca Juniors (5)(0 - 1)(4) Internacional   | La Bombonera               | Buenos Aires   | Octavos de final | 1          | 0                                        | 1         | 0               |
| 2020    | 17 de diciembre de 2020  | Nacional (2 - 6) River Plate               | Gran Parque Central        | Montevideo     | Cuartos de final | 1          | 0                                        | 1         | 0               |
| 2020    | 6 de enero de 2021       | Boca Juniors (0 - 0) Santos                | La Bombonera               | Buenos Aires   | Semifinal        | 1          | 0                                        | 0         | 0               |
| 2021    | 10 de marzo de 2021      | Caracas (1 - 2) Junior                     | Olímpico de la UCV         | Caracas        | Segunda fase     | 3          | 0                                        | 0         | 0               |
| 2021    | 14 de abril de 2021      | Atlético Nacional (4 - 1) Libertad         | Atanasio Girardot          | Medellín       | Tercera fase     | 4          | 0                                        | 0         | 0               |
| 2021    | 22 de abril de 2021      | Fluminense (1 - 1) River Plate             | Maracaná                   | Río de Janeiro | Fase de grupos   | 4          | 0                                        | 0         | 1               |
| 2021    | 18 de mayo de 2021       | Fluminense (1 - 2) Junior                  | Maracaná                   | Río de Janeiro | Fase de grupos   | 6          | 0                                        | 0         | 0               |
| 2021    | 26 de mayo de 2021       | Boca Juniors (3 - 0) The Strongest         | La Bombonera               | Buenos Aires   | Fase de grupos   | 3          | 0                                        | 0         | 0               |
| 2021    | 21 de julio de 2021      | Flamengo (4 - 1) Defensa y Justicia        | Mané Garrincha             | Brasilia       | Octavos de final | 6          | 0                                        | 0         | 0               |
| 2021    | 18 de agosto de 2021     | Atlético Mineiro (3 - 0) River Plate       | Mineirão                   | Belo Horizonte | Cuartos de final | 4          | 0                                        | 0         | 0               |
| 2021    | 29 de septiembre de 2021 | Barcelona (0 - 2) Flamengo                 | Monumental                 | Guayaquil      | Semifinal        | 4          | 0                                        | 0         | 0               |
| 2022    | 16 de marzo de 2022      | Olimpia (4)(2 - 0)(1) Fluminense           | Defensores del Chaco       | Asunción       | Tercera fase     | 8          | 0                                        | 1         | 0               |
| 2022    | 12 de abril de 2022      | Cerro Porteño (3 - 1) Colón                | General Pablo Rojas        | Asunción       | Fase de grupos   | 5          | 0                                        | 0         | 0               |
| 2022    | 29 de junio de 2022      | Corinthians (0 - 0) Boca Juniors           | Neo Química Arena          | São Paulo      | Octavos de final | 6          | 0                                        | 0         | 0               |
| 2022    | 6 de julio de 2022       | River Plate (0 - 0) Vélez Sarsfield        | Monumental                 | Buenos Aires   | Octavos de final | 5          | 0                                        | 0         | 0               |
| 2022    | 30 de agosto de 2022     | Atlético Paranaense (1 - 0) Palmeiras      | Arena da Baixada           | Curitiba       | Semifinal        | 3          | 1                                        | 0         | 0               |

### Copa Sudamericana
| Edición | Fecha                    | Partido                                         | Estadio               | Sede           | Fase             | Amonestado | Otorgado · Otorgado otra vez · Expulsado | Expulsado | Anotado · Penal |
| ------- | ------------------------ | ----------------------------------------------- | --------------------- | -------------- | ---------------- | ---------- | ---------------------------------------- | --------- | --------------- |
| 2014    | 21 de agosto de 2014     | Deportivo Capiatá (3 - 1) Danubio               | Feliciano Cáceres     | Luque          | Primera fase     | 3          | 0                                        | 0         | 2               |
| 2015    | 13 de agosto de 2015     | León de Huánuco (1 - 3) Emelec                  | Heraclio Tapia        | Huánuco        | Primera fase     | 4          | 0                                        | 0         | 0               |
| 2015    | 26 de agosto de 2015     | Sport Recife (4 - 1) Bahía                      | Ilha do Retiro        | Recife         | Segunda fase     | 6          | 0                                        | 1         | 0               |
| 2015    | 24 de septiembre de 2015 | Libertad (1 - 1) Chapecoense                    | Dr. Nicolás Leoz      | Asunción       | Octavos de final | 7          | 0                                        | 1         | 0               |
| 2016    | 23 de agosto de 2016     | Deportivo La Guaira (4 - 2) Emelec              | Metropolitano de Lara | Cabudare       | Segunda fase     | 4          | 0                                        | 0         | 1               |
| 2016    | 15 de septiembre de 2016 | Sportivo Luqueño (2 - 0) Independiente Medellín | Feliciano Cáceres     | Luque          | Segunda fase     | 5          | 0                                        | 0         | 1               |
| 2016    | 28 de septiembre de 2016 | Junior (4)(0 - 0)(3) Montevideo Wanderers       | Metropolitano         | Barranquilla   | Octavos de final | 6          | 0                                        | 0         | 0               |
| 2016    | 19 de octubre de 2016    | Coritiba (1 - 1) Atlético Nacional              | Couto Pereira         | Curitiba       | Cuartos de final | 7          | 1                                        | 0         | 0               |
| 2016    | 2 de noviembre de 2016   | San Lorenzo (1 - 1) Chapecoense                 | Nuevo Gasómetro       | Buenos Aires   | Semifinal        | 4          | 0                                        | 0         | 0               |
| 2017    | 26 de julio de 2017      | Corinthians (2 - 0) Patriotas                   | Arena Corinthians     | São Paulo      | Segunda fase     | 1          | 0                                        | 0         | 0               |
| 2017    | 3 de agosto de 2017      | Junior (3)(1 - 1)(2) Deportivo Cali             | Metropolitano         | Barranquilla   | Segunda fase     | 5          | 0                                        | 0         | 1               |
| 2017    | 30 de noviembre de 2017  | Junior (0 - 2) Flamengo                         | Metropolitano         | Barranquilla   | Semifinal        | 2          | 0                                        | 0         | 1               |
| 2018    | 1 de agosto de 2018      | Nacional (2 - 1) Botafogo                       | Defensores del Chaco  | Asunción       | Segunda fase     | 5          | 0                                        | 0         | 0               |
| 2018    | 16 de agosto de 2018     | Defensor Sporting (0 - 1) Fluminense            | Luis Franzini         | Montevideo     | Segunda fase     | 6          | 0                                        | 0         | 0               |
| 2018    | 31 de octubre de 2018    | Nacional (0 - 1) Fluminense                     | Gran Parque Central   | Montevideo     | Cuartos de final | 6          | 0                                        | 1         | 0               |
| 2018    | 12 de diciembre de 2018  | Atlético Paranaense (4)(1 - 1)(3) Junior        | Arena da Baixada      | Curitiba       | Final            | 6          | 0                                        | 0         | 1               |
| 2019    | 23 de mayo de 2019       | Fluminense (4 - 1) Atlético Nacional            | Maracaná              | Río de Janeiro | Segunda fase     | 5          | 0                                        | 0         | 0               |
| 2019    | 13 de agosto de 2019     | Independiente del Valle (1 - 0) Independiente   | Olímpico Atahualpa    | Quito          | Cuartos de final | 4          | 1                                        | 0         | 0               |
| 2020    | 12 de febrero de 2020    | Bahia (3 - 0) Nacional                          | Arena Fonte Nova      | Salvador       | Primera fase     | 1          | 0                                        | 0         | 0               |
| 2020    | 27 de febrero de 2020    | Fortaleza (2 - 1) Independiente                 | Castelão              | Fortaleza      | Primera fase     | 5          | 0                                        | 0         | 1               |
| 2021    | 4 de mayo de 2021        | Bahia (2 - 2) Independiente                     | Roberto Santos        | Salvador       | Primera fase     | 3          | 0                                        | 0         | 3               |
| 2021    | 12 de mayo de 2021       | Ceará (0 - 0) Arsenal                           | Castelão              | Fortaleza      | Primera fase     | 3          | 0                                        | 0         | 0               |
| 2021    | 14 de julio de 2021      | Independiente del Valle (0 - 2) Bragantino      | Banco Guayaquil       | Quito          | Octavos de final | 0          | 0                                        | 1         | 0               |
| 2022    | 11 de agosto de 2022     | Internacional (1)(0 - 0)(3) Melgar              | Beira-Rio             | Porto Alegre   | Cuartos de final | 2          | 0                                        | 1         | 0               |

### Recopa Sudamericana
| Edición | Fecha              | Partido                                 | Estadio           | Sede         | Fase         | Amonestado | Otorgado · Otorgado otra vez · Expulsado | Expulsado | Anotado · Penal |
| ------- | ------------------ | --------------------------------------- | ----------------- | ------------ | ------------ | ---------- | ---------------------------------------- | --------- | --------------- |
| 2017    | 10 de mayo de 2017 | Atlético Nacional (4 - 1) Chapecoense   | Atanasio Girardot | Medellín     | Final vuelta | 8          | 0                                        | 1         | 0               |
| 2019    | 30 de mayo de 2019 | River Plate (3 - 0) Atlético Paranaense | Monumental        | Buenos Aires | Final vuelta | 6          | 0                                        | 0         | 0               |

### Sudamericano Sub-17
| Edición | Fecha               | Partido                    | Estadio            | Sede     | Fase           | Amonestado | Otorgado · Otorgado otra vez · Expulsado | Expulsado | Anotado · Penal |
| ------- | ------------------- | -------------------------- | ------------------ | -------- | -------------- | ---------- | ---------------------------------------- | --------- | --------------- |
| 2015    | 4 de marzo de 2015  | Paraguay (3 - 2) Venezuela | Dr. Nicolás Leoz   | Asunción | Fase de grupos | 5          | 0                                        | 0         | 0               |
| 2015    | 9 de marzo de 2015  | Colombia (4 - 2) Perú      | Lic. Erico Galeano | Capiatá  | Fase de grupos | 4          | 0                                        | 0         | 2               |
| 2015    | 17 de marzo de 2015 | Brasil (0 - 1) Argentina   | Feliciano Cáceres  | Luque    | Fase final     | 6          | 0                                        | 0         | 0               |
| 2015    | 26 de marzo de 2015 | Uruguay (2 - 1) Argentina  | Dr. Nicolás Leoz   | Asunción | Fase final     | 3          | 1                                        | 1         | 0               |

### Sudamericano Sub-20
| Edición | Fecha                 | Partido                   | Estadio            | Sede   | Fase           | Amonestado | Otorgado · Otorgado otra vez · Expulsado | Expulsado | Anotado · Penal |
| ------- | --------------------- | ------------------------- | ------------------ | ------ | -------------- | ---------- | ---------------------------------------- | --------- | --------------- |
| 2017    | 19 de enero de 2017   | Uruguay (0 - 0) Venezuela | Olímpico           | Ibarra | Fase de grupos | 6          | 1                                        | 0         | 0               |
| 2017    | 25 de enero de 2017   | Uruguay (2 - 0) Perú      | Olímpico           | Ibarra | Fase de grupos | 4          | 0                                        | 1         | 1               |
| 2017    | 2 de febrero de 2017  | Ecuador (2 - 4) Venezuela | Olímpico Atahualpa | Quito  | Fase final     | 3          | 0                                        | 0         | 3               |
| 2017    | 8 de febrero de 2017  | Brasil (2 - 2) Argentina  | Olímpico Atahualpa | Quito  | Fase final     | 5          | 0                                        | 0         | 1               |
| 2017    | 11 de febrero de 2017 | Ecuador (1 - 2) Uruguay   | Olímpico Atahualpa | Quito  | Fase final     | 6          | 0                                        | 0         | 0               |

### Clasificación de Conmebol para la Copa Mundial de Fútbol
| Edición     | Fecha                   | Partido                     | Estadio              | Sede         | Fase     | Amonestado | Otorgado · Otorgado otra vez · Expulsado | Expulsado | Anotado · Penal |
| ----------- | ----------------------- | --------------------------- | -------------------- | ------------ | -------- | ---------- | ---------------------------------------- | --------- | --------------- |
| 2015 - 2017 | 15 de noviembre de 2016 | Ecuador (3 - 0) Venezuela   | Olímpico Atahualpa   | Quito        | Fecha 12 | 3          | 0                                        | 0         | 0               |
| 2015 - 2017 | 5 de septiembre de 2017 | Argentina (1 - 1) Venezuela | Monumental           | Buenos Aires | Fecha 16 | 8          | 0                                        | 0         | 0               |
| 2020 - 2022 | 8 de octubre de 2020    | Argentina (1 - 0) Ecuador   | La Bombonera         | Buenos Aires | Fecha 1  | 3          | 0                                        | 0         | 1               |
| 2020 - 2022 | 18 de noviembre de 2020 | Uruguay (0 - 2) Brasil      | Centenario           | Montevideo   | Fecha 4  | 7          | 0                                        | 1         | 0               |
| 2020 - 2022 | 8 de junio de 2021      | Colombia (2 - 2) Argentina  | Metropolitano        | Barranquilla | Fecha 8  | 6          | 0                                        | 0         | 0               |
| 2020 - 2022 | 9 de septiembre de 2021 | Paraguay (2 - 1) Venezuela  | Defensores del Chaco | Asunción     | Fecha 10 | 3          | 0                                        | 0         | 0               |
| 2020 - 2022 | 10 de octubre de 2021   | Argentina (3 - 0) Uruguay   | Monumental           | Buenos Aires | Fecha 5  | 0          | 0                                        | 0         | 0               |
| 2020 - 2022 | 11 de noviembre de 2021 | Brasil (1 - 0) Colombia     | Neo Química Arena    | São Paulo    | Fecha 13 | 6          | 0                                        | 0         | 0               |

## Palmarés

### Distinciones individuales
| Distinción                          | Año  |
| ----------------------------------- | ---- |
| Mejor Árbitro en la Gala Crack Easy | 2022 |